# Poenoteni jezik modeliranja
Poenoteni jezik modeliranja (angl. Unified Modelling Language, kratica UML) je računalniški standard, ki standarizira modeliranje računalniških sistemov, procesov, itd.